# Чемпіонат Європи з боксу 2013

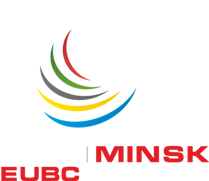
Офіційний логотип чемпіонату Європи з боксу 2013 в Мінську

Чемпіонат Європи з боксу 2013 року пройшов у Мінську (Білорусь) з 1 по 9 червня. Це 40-й чемпіонат Європи. Організаторами чемпіонату виступили Європейська конфедерація боксу (EUBC) і Білоруська федерація боксу. Рішення про передачу Білорусі прав на проведення чемпіонату Європи було прийнято у квітні 2012 року під час засідання виконкому НОК у Трабзоні.
Чемпіонат пройшов у мінському Палаці спорту. У тренувальній арені було встановлено шість рингів, які придбали спеціально для чемпіонату Європи. Ще два ринги було встановлено у головному залі.
Чемпіонат обійшовся в 11 мільярдів білоруських рублів (більше 1,2 млн євро).
На чемпіонат приїхали більше 208 спортсменів з 37 країн.
Україну представляли: Вадим Кудряков, Денис Шкарубо, Микола Буценко, Павло Іщенко, В'ячеслав Кісліцин, Богдан Шелестюк, Євген Хитров, Дмитро Булгаков, Денис Пояцика, Єгор Плевако.

## Медалі

### Медалісти
| Вагова категорія | Золото                      | Срібло                 | Бронза                                         |
| ---------------- | --------------------------- | ---------------------- | ---------------------------------------------- |
| До 48 кг         | Давид Айрапетян (RUS)       | Патрік Барнс (IRL)     | Салман Алізаде (AZE) Джек Бейтсон (ENG)        |
| До 52 кг         | Ендрю Селбі (WAL)           | Майкл Конлан (IRL)     | Ельвін Мамішзаде (AZE) Овік Оганнісян (RUS)    |
| До 56 кг         | Джон Невін (IRL)            | Микола Буценко (UKR)   | Арам Авагян (ARM) Володимир Нікітін (RUS)      |
| До 60 кг         | Павло Іщенко (UKR)          | Вазген Сафарянц (BLR)  | Дмитро Полянський (RUS) Міклош Варга (HUN)     |
| До 64 кг         | Армен Закарян (RUS)         | Дмитро Галагот (MDA)   | Артем Арутюнян (GER) Абдельмалік Ладжалі (FRA) |
| До 69 кг         | Олександр Беспутін (RUS)    | Араїк Марутян (GER)    | Павло Кастрамін (BLR) Богдан Шелестюк (UKR)    |
| До 75 кг         | Джейсон Квіглі (IRL)        | Богдан Журатоні (ROU)  | Золтан Харча (HUN) Євген Хитров (UKR)          |
| До 81 кг         | Микита Іванов (RUS)         | Петер Мюлленберг (NED) | Петру Чобану (MDA) Сяргєй Новікав (BLR)        |
| До 91 кг         | Олексій Єгоров (RUS)        | Теймур Маммадов (AZE)  | Емір Ахматович (GER) Денис Пояцика (UKR)       |
| Понад 91 кг      | Магомедрасул Маджидов (AZE) | Сергій Кузьмін (RUS)   | Джозеф Джойс (ENG) Віктор Зуєв (BLR)           |

### Загальний залік
| Місце  | Країна      | Золото | Срібло | Бронза | Загалом |
| ------ | ----------- | ------ | ------ | ------ | ------- |
| 1      | Росія       | 5      | 1      | 3      | 9       |
| 2      | Ірландія    | 2      | 2      | 0      | 4       |
| 3      | Україна     | 1      | 1      | 3      | 5       |
| 4      | Азербайджан | 1      | 1      | 2      | 4       |
| 5      | Уельс       | 1      | 0      | 0      | 1       |
| 6      | Білорусь    | 0      | 1      | 3      | 4       |
| 7      | Німеччина   | 0      | 1      | 2      | 3       |
| 8      | Молдова     | 0      | 1      | 1      | 2       |
| 9      | Нідерланди  | 0      | 1      | 0      | 1       |
| 9      | Румунія     | 0      | 1      | 0      | 1       |
| 11     | Англія      | 0      | 0      | 2      | 2       |
| 11     | Угорщина    | 0      | 0      | 2      | 2       |
| 13     | Вірменія    | 0      | 0      | 1      | 1       |
| 13     | Франція     | 0      | 0      | 1      | 1       |
| Всього | Всього      | 10     | 10     | 20     | 40      |